# Hamataliwa fronto
Hamataliwa fronto là một loài nhện trong họ Oxyopidae.
Loài này thuộc chi Hamataliwa. Hamataliwa fronto được Tord Tamerlan Teodor Thorell miêu tả năm 1890.